# Barrinha
Barrinha é um município brasileiro do estado de São Paulo, Região Sudeste do país, parte da Região Metropolitana de Ribeirão Preto (RMRP). Sua população estimada em 2019 era de 32 812 habitantes.

## História
Barrinha foi um pequeno porto fluvial do Rio Mojiguaçu. Suas primeiras casas foram edificadas em volta da estação da Cia. Paulista de Estrada de Ferro, que era de propriedade da Cia. Agrícola Fazenda São Martinho que, em consequência da crise do café, resolveu lotear essa área dando início a um pequeno povoado em 1930.
Barrinha é conhecida carinhosamente como "Princesa do Mogi". Dizem que seu nome se originou por causa deste porto fluvial, e que sua ótima argila favoreceu a implantação de várias cerâmicas, e esses dois fatores: as Cerâmicas e a Estrada de Ferro fizeram com que o município crescesse rapidamente. Sua Emancipação Política Administrativa deu-se em 30 de dezembro de 1953.
Seus primeiros habitantes foram trabalhadores da própria Cia. Agrícola Fazenda São Martinho, imigrantes italianos,libaneses e japoneses.

## Geografia
De acordo com a divisão do Instituto Brasileiro de Geografia e Estatística vigente desde 2017, o município pertence às Regiões Geográficas Intermediária e Imediata de Ribeirão Preto. Até então, com a vigência das divisões em microrregiões e mesorregiões, o município fazia parte da microrregião de Ribeirão Preto, que por sua vez estava incluída na mesorregião de Ribeirão Preto.
Barrinha, antes um distrito de Sertãozinho, situa-se a uma distância de 360 km da capital no trajeto da Ferrovia Paulista S/A - FEPASA, a nordeste do estado.

### Municípios limítrofes
- Dumont: 31 km
- Jaboticabal: 18 km
- Pradópolis: 24 km
- Ribeirão Preto: 35 km
- Sertãozinho (São Paulo): 15 km

### Hidrografia
- Rio Moji-Guaçu
- Rio da Onça
- Córrego Jatobá (corta a cidade)

### Rodovias
- SP-333 Carlos Tonani
- SP-291 Mário Donegá

### Ferrovias
- Linha Tronco da antiga Companhia Paulista de Estradas de Ferro [8]

## Demografia
Dados retirados do censo de 2010
População
- Área
  - Urbana: 32.000 hab
- Sexo
  - Homens: 12.281 hab
  - Mulheres: 11.926 hab

Mortalidade Infantil Até 1 Ano de Idade: 15,16 por mil
Expectativa de Vida: 71,60 anos
Taxa de Fecundidade por Mulher: 2,94 filhos
Taxa de Alfabetização: 87,76%
Índice de Desenvolvimento Humano: 0,766
- Renda: 0,670
- Longevidade: 0,777
- Educação: 0,850
- IPEADATA

### Etnias
| Cor/Raça | Percentagem |
| -------- | ----------- |
| Branca   | 51,4%       |
| Negra    | 7,7%        |
| Parda    | 39,3%       |
| Amarela  | 7.5         |
| Indigena | 0,3%        |

Fonte: Censo 2010

## Política e administração
A administração municipal se dá pelo poder executivo e pelo poder legislativo.

### Subdivisões
- Centro
- Jardim José Bombonato
- Conjunto Habitacional Albertina Fernandes Fossalussa(CDHU)
- Jardim Novo Horizonte
- Jardim Bela Vista
- Jardim Higienópolis
- Jardim Paulista
- Jardim Raya
- Jardim Lisboa
- Jardim Vera Lúcia
- Jardim Vera Lúcia II
- Parque Mogí
- Vila Recreio
- Vila São José
- Vila Nova Barrinha
- Conjunto Habitacional José Emilio Nanzer(CDHU)
- Beija flor (Não legalizado)
- Jardim Belo Horizonte
- Jardim California
- Jardim Floriano Binhardi
- Jardim Colorado
- Residencial Paineiras
- Jardim Nova Barrinha
- Jardim Primavera

## Infraestrutura

### Comunicações
O sistema de telefones automáticos foi inaugurado na cidade em 1974 pela Telecomunicações de São Paulo (TELESP), que também implantou o sistema de discagem direta à distância (DDD) em 1983 com o código de área (016), para padronização com o sistema telefônico das regiões de Ribeirão Preto e Franca. Anteriormente a cidade era atendida pela Companhia Telefônica Brasileira (CTB).

## Religião
O Cristianismo se faz presente na cidade da seguinte forma:

### Igreja Católica
- A igreja faz parte da Diocese de Jaboticabal.[13]

### Igrejas Evangélicas
Entre as igrejas protestantes históricas, pentecostais e neopentecostais, encontram-se na cidade:
- Assembleia de Deus Ministério do Belém.[15][16]
- Congregação Cristã no Brasil.[17]

As religiões de matriz africana se fazem presentes na cidade por meio de espaços de culto como terreiros de Candomblé, que representam a resistência cultural e espiritual de tradições afro-brasileiras.
Religiões Afro-brasileiras
A cidade abriga o Terreiro de Candomblé - Ilé Oba Dólà, representando a presença e resistência das tradições afro-brasileiras na região.